# Otto Volkmann (Widerstandskämpfer)
Otto Friedrich Heinrich Volkmann, ursprünglich Volckmann (* 9. September 1909 in Bremen; † 20. November 1936 bei Madrid) war ein deutscher Widerstandskämpfer.

## Leben
Otto Volkmann war der Sohn des Zimmermanns Hermann Volckmann. Er verbrachte seine Kindheits- und Jugendjahre in der mecklenburgischen Kleinstadt Parchim. Nach seiner Lehre zum Zimmermann schloss er sich dem Arbeitersportverein Fichte und der Sozialistischen Arbeiterjugend (SAJ) an. Nach einer Wanderschaft wurde er Vorsitzender der Ortsgruppe Parchim der SAJ und Leiter der Kindergruppe der Roten Falken.
Nach der Machtergreifung der Nationalsozialisten und der Ernennung Hitlers zum Reichskanzler emigrierte Otto Volkmann über die Schweiz und Saarbrücken nach Frankreich. Hier meldete er sich für den Einsatz im Spanienkrieg gegen das Franco-Regime. Er war damit einer der ersten deutschen Zugführer des 1. Edgar-André-Bataillons. In der Schlacht um Madrid wurde Otto Volkmann tödlich verwundet.

## Ehrungen
- 1950 wurde in der Parchimer Flörkestr. 44 A (SED-Kreisleitung) ein Gedenkstein aufgestellt. Dieser ist heute auf dem Betriebshof der Stadt Parchim eingelagert.
- 1972 wurde in Parchim am Haus Auf dem Sassenhagen 8, damals Otto-Volkmann-Straße, eine Gedenktafel angebracht. Die Tafel wurde 1990 entfernt und befindet sich im Stadtmuseum.
- 1985 Parchim: Büste und Ehrenhain für Otto Volkmann Auf dem Brook, Bildhauer Manfred Wagner (Schmölln-Putzkau)